# Callia tomentosa
Callia tomentosa là một loài bọ cánh cứng trong họ Cerambycidae.